# Евдокия Палеологиня
Евдокия Палеолог (около 1265 — 13 декабря 1302, Трапезундская империя) — третья дочь византийского императора Михаила VIII Палеолога и Феодоры Дукини Ватацы, внучатая племянница никейского императора Иоанна III Дуки Ватаца.
В 1282 году в Константинополе Евдокия вышла замуж за императора Трапезунда Иоанну II Великого Комнина. У них было два сына, Алексей и Михаил. В 1298 году, после смерти мужа и восхождения на престол её сына Алексея II, она вернулась ко двору своего брата в Константинополе, взяв с собой своего младшего сына Михаила.
Андроник II Палеолог принял свою сестру и планировал использовать её для сделки с королём Сербии Стефаном Урошем II Милутиным: рука Евдокии в обмен на мирный договор. Король Стефан был согласен с этим предложением, поскольку одна из его трёх жен недавно умерла. Но Андроник не смог уговорить сестру согласиться на перспективу жизни с развратным варваром в дебрях Сербии. Король Стефан был вынужден согласиться на дочь Андроника, Симониду, от его второй жены Ирины Монферратской.
Тем временем Алексей II решил жениться на грузинской принцессе Джияджак Джакели. Его дядя Андроник II, которого отец назначил его опекуном, хотел расторгнуть этот брак; он планировал, женить Алексея на дочери своего министра Никифора Хумна. Евдокия сообщила брату, что убедит сына оставить жену и под этим предлогом получила разрешение на возвращение в Трапезунд в 1301 году; по прибытии она вместо этого посоветовала сыну не разводиться. Евдокия умерла в следующем году.